# Devan Dubnyk
Devan Dubnyk, född 4 maj 1986, är en kanadensisk före detta professionell ishockeymålvakt som spelade i National Hockey League (NHL). Han draftades av Edmonton Oilers i första rundan som 14:e spelare totalt vid NHL Entry Draft 2004.
Han växte upp i Regina, Saskatchewan och Dubnyk spelade för Nashville Predators och Arizona Coyotes innan han hamnade i Minnesota Wild där han spenderade den största och mest framgångsrika delen av karriären. Han spelade även för San Jose Sharks och Colorado Avalanche.

## Statistik

### Klubbkarriär
| 2001–02    | Kamloops Blazers               | WHL        | 3   | 1   | 1   | 0  | 143    | 13    | 0  | 5.45 | .838 | —  | — | —  | —     | —  | — | —    | —    |
| 2002–03    | Kamloops Blazers               | WHL        | 26  | 12  | 8   | 1  | 1,279  | 66    | 2  | 3.10 | .907 | —  | — | —  | —     | —  | — | —    | —    |
| 2003–04    | Kamloops Blazers               | WHL        | 44  | 20  | 18  | 5  | 2,533  | 106   | 6  | 2.51 | .917 | 4  | 1 | 3  | 245   | 12 | 0 | 2.94 | .874 |
| 2004–05    | Kamloops Blazers               | WHL        | 65  | 23  | 34  | 7  | 3,699  | 166   | 6  | 2.69 | .912 | 6  | 2 | 4  | 363   | 22 | 0 | 3.64 | .886 |
| 2005–06    | Kamloops Blazers               | WHL        | 54  | 27  | 26  | 1  | 3,207  | 136   | 1  | 2.54 | .912 | —  | — | —  | —     | —  | — | —    | —    |
| 2006–07    | Stockton Thunder               | ECHL       | 43  | 24  | 11  | 7  | 2,529  | 108   | 2  | 2.56 | .921 | 6  | 2 | 4  | 395   | 18 | 0 | 2.73 | .913 |
| 2006–07    | Wilkes-Barre/Scranton Penguins | AHL        | 4   | 2   | 1   | 0  | 204    | 10    | 0  | 2.94 | .855 | —  | — | —  | —     | —  | — | —    | —    |
| 2007–08    | Springfield Falcons            | AHL        | 33  | 9   | 17  | 0  | 1772   | 92    | 0  | 3.12 | .904 | —  | — | —  | —     | —  | — | —    | —    |
| 2008–09    | Springfield Falcons            | AHL        | 62  | 18  | 41  | 2  | 3,635  | 180   | 3  | 2.97 | .906 | —  | — | —  | —     | —  | — | —    | —    |
| 2009–10    | Springfield Falcons            | AHL        | 33  | 13  | 17  | 2  | 1,985  | 100   | 0  | 3.02 | .915 | —  | — | —  | —     | —  | — | —    | —    |
| 2009–10    | Edmonton Oilers                | NHL        | 19  | 4   | 10  | 2  | 1,075  | 64    | 0  | 3.57 | .889 | —  | — | —  | —     | —  | — | —    | —    |
| 2010–11    | Edmonton Oilers                | NHL        | 35  | 12  | 13  | 8  | 2,061  | 93    | 2  | 2.71 | .916 | —  | — | —  | —     | —  | — | —    | —    |
| 2011–12    | Edmonton Oilers                | NHL        | 47  | 20  | 20  | 3  | 2,653  | 118   | 2  | 2.67 | .914 | —  | — | —  | —     | —  | — | —    | —    |
| 2012–13    | Edmonton Oilers                | NHL        | 38  | 14  | 16  | 6  | 2,101  | 90    | 2  | 2.57 | .920 | —  | — | —  | —     | —  | — | —    | —    |
| 2013–14    | Edmonton Oilers                | NHL        | 32  | 11  | 17  | 2  | 1,678  | 94    | 2  | 3.36 | .894 | —  | — | —  | —     | —  | — | —    | —    |
| 2013–14    | Nashville Predators            | NHL        | 2   | 0   | 1   | 1  | 124    | 9     | 0  | 4.35 | .850 | —  | — | —  | —     | —  | — | —    | —    |
| 2013–14    | Hamilton Bulldogs              | AHL        | 8   | 2   | 5   | 1  | 415    | 23    | 2  | 3.33 | .893 | —  | — | —  | —     | —  | — | —    | —    |
| 2014–15    | Arizona Coyotes                | NHL        | 19  | 9   | 5   | 2  | 1,035  | 47    | 1  | 2.72 | .916 | —  | — | —  | —     | —  | — | —    | —    |
| 2014–15    | Minnesota Wild                 | NHL        | 39  | 27  | 9   | 2  | 2,293  | 68    | 6  | 1.78 | .936 | 10 | 4 | 6  | 570   | 24 | 1 | 2.53 | .908 |
| 2015–16    | Minnesota Wild                 | NHL        | 67  | 32  | 26  | 6  | 3,862  | 150   | 5  | 2.33 | .918 | 6  | 2 | 4  | 359   | 20 | 0 | 3.34 | .877 |
| 2016–17    | Minnesota Wild                 | NHL        | 65  | 40  | 19  | 5  | 3,758  | 141   | 5  | 2.25 | .923 | 5  | 1 | 4  | 323   | 10 | 1 | 1.86 | .925 |
| 2017–18    | Minnesota Wild                 | NHL        | 60  | 35  | 16  | 7  | 3,451  | 145   | 5  | 2.52 | .918 | 5  | 1 | 4  | 248   | 14 | 0 | 3.39 | .908 |
| 2018–19    | Minnesota Wild                 | NHL        | 67  | 31  | 28  | 6  | 3,856  | 163   | 2  | 2.54 | .913 | —  | — | —  | —     | —  | — | —    | —    |
| 2019–20    | Minnesota Wild                 | NHL        | 30  | 12  | 15  | 2  | 1,665  | 93    | 1  | 3.35 | .890 | —  | — | —  | —     | —  | — | —    | —    |
| 2020–21    | San Jose Sharks                | NHL        | 17  | 3   | 9   | 2  | 888    | 47    | 1  | 3.18 | .898 | —  | — | —  | —     | —  | — | —    | —    |
| 2020–21    | Colorado Avalanche             | NHL        | 5   | 3   | 2   | 0  | 295    | 16    | 0  | 3.26 | .886 | —  | — | —  | —     | —  | — | —    | —    |
| 2021–22    | Charlotte Checkers             | AHL        | 4   | 2   | 2   | 0  | 236    | 14    | 0  | 3.55 | .869 | —  | — | —  | —     | —  | — | —    | —    |
| NHL totalt | NHL totalt                     | NHL totalt | 542 | 253 | 206 | 54 | 30,793 | 1,338 | 33 | 2.61 | .914 | 26 | 8 | 18 | 1,500 | 68 | 2 | 2.72 | .904 |

### Internationellt
| År            | Lag           | Turnering     |               | M | V | F | OT  | MIN | GA | SO   | GAA   | SV%  |
| ------------- | ------------- | ------------- | ------------- | - | - | - | --- | --- | -- | ---- | ----- | ---- |
| 2004          | Kanada        | U18-VM        | 6             | 3 | 3 | 0 | 357 | 12  | 1  | 2.02 | —     |      |
| 2011          | Kanada        | VM            | 1             | 0 | 0 | 0 | 14  | 0   | 0  | 0.00 | 1.000 |      |
| 2012          | Kanada        | VM            | 2             | 2 | 0 | 0 | 120 | 2   | 1  | 1.00 | .956  |      |
| 2013          | Kanada        | VM            | 4             | 4 | 0 | 0 | 242 | 6   | 0  | 1.48 | .913  |      |
| Junior totalt | Junior totalt | Junior totalt | Junior totalt | 6 | 3 | 3 | 0   | 357 | 12 | 1    | 2.02  | —    |
| Senior totalt | Senior totalt | Senior totalt | Senior totalt | 7 | 6 | 0 | 0   | 376 | 8  | 1    | 1.28  | .935 |